# デイブマオアイト
デイブマオアイト(Davemaoite)は、高圧カルシウムケイ酸塩ペロブスカイトであり、特徴的な立方晶系の結晶構造を持つ。高圧地球化学及び地球物理学において多くの発見をしたパイオニアである毛河光（デイブ・マオ）の名前に因んで命名された。
地球の下部マントルを構成する3つの主要鉱物の1つであり、約5-7%を占める。
放射性崩壊により発熱してこの領域の熱量に大きく貢献するウラン、トリウム等の放射性同位体をホストし、地球深部の熱流において重要な役割を果たしている。
実験室内では人工合成されているものの、地球の地殻に存在するには極端すぎると考えられていたが、2021年に、地下660-900 kmのマントル内で形成されたダイヤモンドの内部で発見された。このダイヤモンドは、1980年代にボツワナのオラパ鉱山で採掘されたものである。この発見は、ネバダ大学等の研究チームがシンクロトロン光源X線結晶構造解析として知られる技術を用いてダイヤモンド内部の正確な領域に高エネルギーX線ビームの焦点を当てることによりなされた。続いて、オペラ鉱山のダイヤモンドとその含有物からのデータの再鑑定が行われ、これをケイ酸塩ペロブスカイトに帰属させることに疑問が呈され、その代わり、マントル浅部から産出する、通常はマイクロインクルージョンの形でインクルージョンを含むダイヤモンドという観点で再解釈された。
この鉱物は、下部マントルにはあまり存在しないと考えられてきたカリウムを含んでおり、地球深部の様子を解明する手がかりになると期待されている。また、地殻中の珪灰石や中部及び下部マントルのw:Breyiteのように、ケイ酸カルシウムは他の形でも見られるが、約20万気圧という超高圧下で存在するのは、デイブマオアイトだけである。